# 3532 Tracie
3532 Tracie је астероид главног астероидног појаса. Приближан пречник астероида је 17,2 ,
а средња удаљеност астероида од Сунца износи 2,913 астрономских јединица (АЈ).
Инклинација (нагиб) орбите у односу на раван еклиптике је 10,347 степени, а орбитални период износи 1816,268 дана (4,972 године). Ексцентрицитет орбите астероида износи 0,058.
Апсолутна магнитуда астероида износи 11,9 а геометријски албедо 0,094.
Астероид је откривен 10. јануара 1983. године.